# 費爾本-韋爾豪森

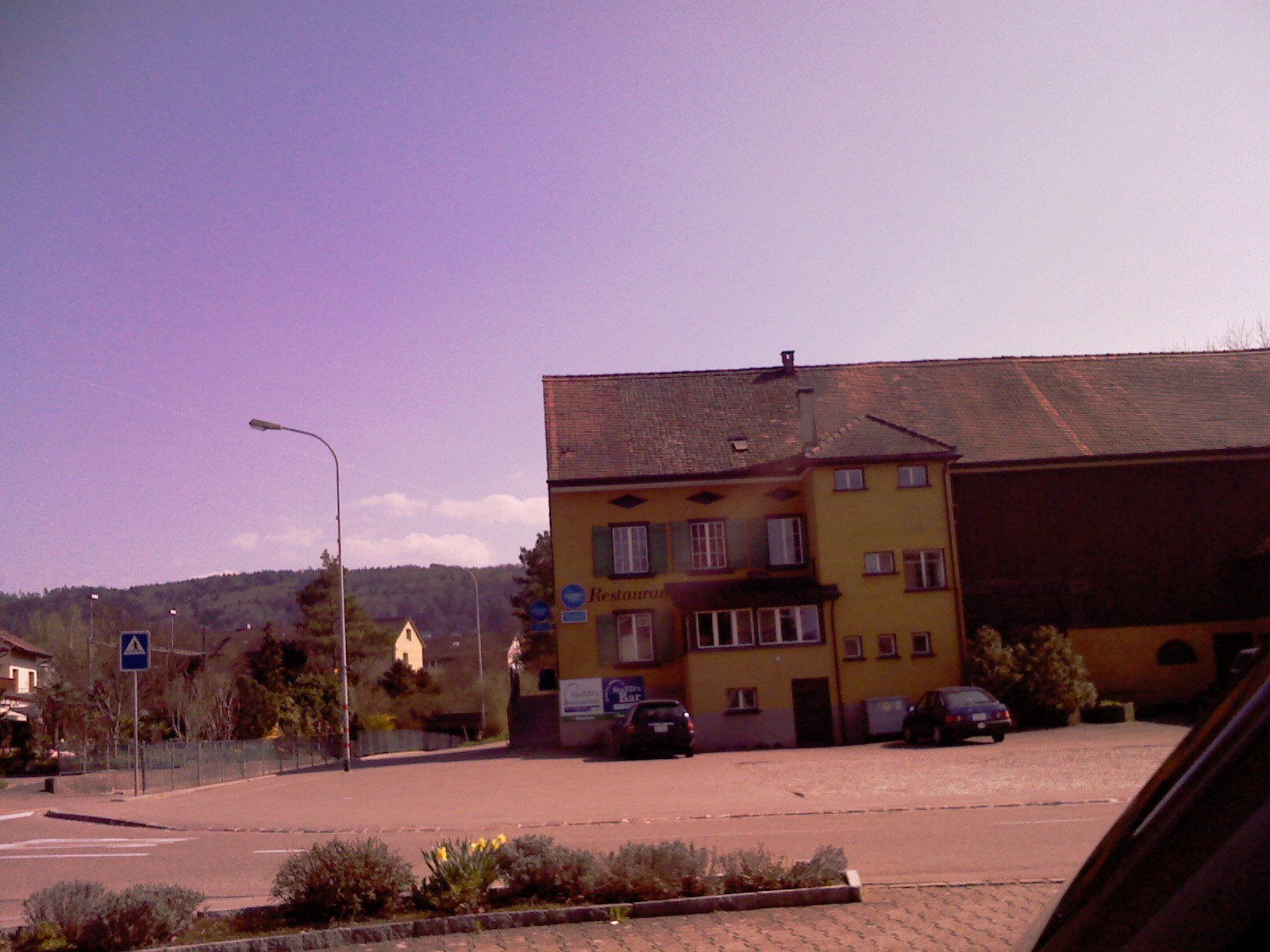

費爾本-韋爾豪森是瑞士的城鎮，位於該國東北部，由圖爾高州負責管轄，面積7.38平方公里，海拔高度395米，2012年人口2,536，一半人口信奉基督教，人口密度每平方公里344人。